# Admoestações (Santo Estêvão da Hungria)
As admoestações (em húngaro:  Intelmek; em latim: Libellus de institutione morum ) são um espelho para os príncipes — uma obra literária que resume os princípios de governo — concluída nas décadas de 1010 ou 1020 para o filho e herdeiro do rei Estêvão I da Hungria, Emérico.  Cerca de um século depois, o bispo Hartvik afirmou que o próprio Estêvão I escreveu o pequeno livro. Os estudos modernos concluíram que um clérigo estrangeiro proficiente em prosa latina rimada compilou o texto. O clérigo foi associado a um monge saxão, Thangmar;  com o bispo veneziano Gerardo Sagredo; e com o arcebispo Anastaz-Astrik de Esztergom.